# Дірк Шраєр
Дірк Шраєр (нім. Dirk Schreyer, 28 липня 1944) — німецький академічний веслувальник.
Олімпійський чемпіон 1968 року в складі вісімки.
Чемпіон світу 1966 року в складі вісімки.
Чемпіон Європи 1965, 1967 років у складі вісімки.